# Palm mute

Animation d'un palm mute joué à la guitare électrique.

Le palm mute, appelé aussi parfois chop, est une technique de jeu pour la guitare et la basse ; elle est connue sous le nom de pizzicato par les joueurs de guitare classique. Le palm mute consiste à étouffer les cordes avec la paume de sa main. Cela change les sonorités des notes pour obtenir des sons plus sourds, plus courts mais plus puissants et incisifs. 

## Réalisation

Position de la main vue de dessus : elle vient se poser sur les cordes juste après le chevalet.

Le palm mute consiste à poser la main droite sur les cordes juste au-dessus du chevalet, de façon à étouffer plus ou moins légèrement les notes; elle est généralement employée par le musicien pendant qu'il joue à l'aide d'un médiator. Le son produit est une note avec peu de sustain.
La tranche de la main doit être posée sur les cordes, le plus proche possible du chevalet. Avec cette position, les doigts tenant le médiator viennent frapper les cordes pour les jouer.

## Utilisation
Bien qu'assez rarement rencontré en guitare classique, le palm mute est considéré comme l'une des techniques de base pour les joueurs de guitare électrique. Il est largement utilisé dans le hard rock, le heavy metal (particulièrement le speed ou le death metal), et plus généralement, est employé dans tout style de musique mettant en jeu une guitare électrique avec de la distorsion.
Cette technique, utilisée en même temps qu'une pédale wah-wah, permet de produire un son caractéristique et souvent entendu dans la musique disco. De plus, dans la musique rock et metal, le palm mute est utilisé pour faire des rythmiques très rapides.

## Notation
Le palm mute se note PM ou P.M. dans une tablature ou une partition. Cette annotation est parfois suivie d'une ligne en pointillés indiquant jusqu'où le musicien doit étouffer ses cordes. Étant donné que l'on peut plus ou moins étouffer le son de l'instrument suivant la position de la main, il arrive que sur des tablatures, les chiffres indiquant les notes soient remplacées par des X, montrant que le palm mute doit être tel que les notes ne sont plus discernables[réf. souhaitée].
```
    P.M.------------|
E |------------------|
B |--8-------8-------|
G |--7-------7-------|
D |--6-------6-------|
A |--7-------7-------|
E |----0-0-0---0-0-0-|
```